# Insolence
Insolence — американская рок-группа.

## История группы
Группа Insolence образовалась в 1995 году в Сан-Хосе, Калифорния. Идея собрать группу принадлежала барабанщику Armando Cardenas. В 1997 году Insolence выпускают свой второй альбом Within на независимом лейбле Armando Cardenas’а Loud Mouth Records. Большинство песен — это хардкор, напоминающий ранних Biohazard.
В 1998 году к ним присоединился диджей Джерри М. Делало (более известный в мире скретчеров как DJ Da Hermit).
Universal (1998) — самый жёсткий рэпкор-альбом группы. В нём смешаны разные стили: фанк, рагга, рэп, метал, панк и хардкор.
Terrorists — рэперский альбом. В него также вошли некоторые рэп-миксы песен из предыдущих альбомов.
Вернувшись в 2000 году в США, к ним присоединяется новый гитарист Майк Роуэн, а чуть позже группа подписывает контракт с лейблом Madonna — Maverick Records, где выпускает свой первый официальный альбом Revolution. Альбом по большей части представляет собой сборник лучших песен Insolence, перезаписанных, местами изменённых и пересведённых. Этот диск имел успех в Америке, и многими считается эталоном Rapcore.
Их песня Poison Well звучала в фильме Гонщик, а Natural High вошла в саундтрек к фильму Никки, дьявол-младший.
В 2002 году из группы ушёл её основатель — Армандо Карденас. Он собрал новый коллектив под названием The Lifted Crew, с которыми продолжил традиции Revolution. Ему на смену пришёл Кевин «The Guch».
В 2003 году Insolence уже были очень популярны в Японии, и вскоре на японском лейбле Beatdown Recordings выпустили одноимённый EP, а затем и новый альбом под названием Stand strong. В этом альбоме группа сделала основной упор на раггу[что?], альбом получился намного «спокойнее» своего предшественника Revolution. Группе предложил контракт очень известный в Соединённых Штатах лейбл Suburban Noize Records. С песней Downfall они приняли участие в сборнике SRH Presents: Supporting Radical Habits.
В 2005 году Insolence вместе с группой Zeromind отправились в большое совместное турне по Японии, по завершении которого им был предложен контракт от Powerslave Records (лейбл Zeromind). После этого релизы следовали один за другим. Сначала вышел ре-релиз Insolence EP, впоследствии названный INS 03 Naked, затем последовал и выход нового полноформатника Audio War. В предшествии выхода Audio War из группы ушёл басист Пол Перри, а на его место пришёл Клинт Соблик.
В 2008 году легендарный диджей Джерри М. Делало (DJ Da Hermit) ушёл из группы, чтобы заняться сольной карьерой. Практически сразу на его место пришёл Ichy.
Из первоначального состава остались только оба вокалиста Марк Херман и MC Билли Розенталь.
Весной 2008 года вышел новый EP под названием Uprising, дополненный бонусным DVD со съёмками сольного тура Insolence по Японии 2007 года.
Релиз последнего полноценного альбома, Project Konflict, состоялся 9 ноября 2010 года. Запись альбома проводилась в студии группы Papa Roach в Сакраменто. Продюсер - Майкл Розен, известный по работе с группами Papa Roach, Testament, AFI, Rancid и другими.

## Состав
- Марк Херман — вокал, MC
- Билли Розенталь aka Mecha 1  — вокал
- Майкл Роуэн  — гитара
- Пол Перри — бас-гитара (вернулся в группу)
- Шон Бойлс' aka Sean B' — ударные
- Крис Ларсон aka Ichy The Killer — DJ

### Бывшие участники группы
- Джерри М. Делало aka Da Hermit  — DJ
- Клинт Вествуд — бас-гитара
- Армандо Карденас aka Mad Mando — ударные
- Кевин Хигучи aka The Guch — ударные

## Дискография
- 1995 — «Vicious Circle»
- 1997 — «Within»
- 1998 — «Universal»
- 1999 — «Terrorists»
- 2000 — «Poisonous Philosophy»
- 2001 — «Revolution»
- 2003 — «Insolence EP»
- 2003 — «Stand Strong»
- 2007 — «Audio War»
- 2008 — «Uprising EP»
- 2010 — «Project Konflict»
- 2016 — «Product EP»